# Basnæs Nor
Basnæs Nor er et fladvandet nor sydøst for Skælskør, der ligger mellem Glænø og nogle små tanger, der afgrænset det fra Smålandsfarvandet.
Det fladvandede areal, som Basnær Nor omfatter, bliver i vid udstrækning tørlagt under lavvande, og vådarelaerne samt de omkringliggende landområder har stor betydning for en række trækfugle, som anvender området som fouragerings- og rastelokalitet. Dette gælder bl.a. for gæs og svaner.
Vandarealerne i Basnæs Nor samt tangerne Glænø Vesterfed, Næbbet og Sevedø Fed, et areal på i alt 1.116 ha, hvoraf 138 ha er landarealer, blev i 1919 etableret som det første vildtreservat i Danmark. Basnæs Nor er en del af Natura 2000-område nr. 162 Skælskør Fjord og havet og kysten mellem Agersø og Glænø og er også ramsarområde.
På et voldsted (en kunstig bakke) ligger hovedgården Basnæs med et borganlæg med tre hjørnetårne fra midten af 1800-tallet.